# Tychus normandi
Tychus normandi är en skalbaggsart som beskrevs av René Gabriel Jeannel 1950. Tychus normandi ingår i släktet Tychus, och familjen kortvingar. Arten är reproducerande i Sverige.